# گابریلا پسکوچی
گابریلا پسکوچی (انگلیسی: Gabriella Pescucci؛ زادهٔ ۱۹۴۱) یک طراح لباس اهل ایتالیا است. وی از سال ۱۹۶۳ میلادی تاکنون مشغول فعالیت بوده‌است.

## گزیده فیلمشناسی
- داستان عامه‌پسند (مجموعه تلویزیونی)
- آگورا (۲۰۰۹)
- بئوولف (۲۰۰۷)
- برادران گریم (۲۰۰۵)
- چارلی و کارخانه شکلات‌سازی (۲۰۰۵)
- ون هلسینگ (۲۰۰۴)
- مانون لسکو
- بینوایان (۱۹۹۸)
- زیبایی خطرناک (۱۹۹۸)
- لا تراویاتا
- هند و چین (فیلم) (۱۹۹۲)
- نام گل سرخ (۱۹۸۶)
- روزی روزگاری در آمریکا (۱۹۸۴)
- مرگ در ونیز (۱۹۷۱)
- مده‌آ (۱۹۶۹)